# Tore Sjöstrand
Tore Ingemar Sjöstrand (Uppsala, 31 luglio 1921 – Växjö, 26 gennaio 2011) è stato un siepista svedese, campione olimpico ai Giochi di Londra nel 1948.

## Palmarès
| Anno | Manifestazione  | Sede      | Evento        | Risultato | Prestazione | Note |
| ---- | --------------- | --------- | ------------- | --------- | ----------- | ---- |
| 1946 | Europei         | Oslo      | 3 000 m siepi | Bronzo    | 9'14"0      |      |
| 1948 | Giochi olimpici | Londra    | 3 000 m siepi | Oro       | 9'04"6      |      |
| 1950 | Europei         | Bruxelles | 3 000 m siepi | 8º        | 9'25"2      |      |